# 行人文化實驗室
行人文化實驗室（Flâneur Culture Lab）是台灣的一家出版社，创立于1998年，全銜為行人股份有限公司。

## 历史
1998年，行人出版社成立於台北市，创立人是陈传兴。行人出版社最初只是为了出版尚·拉普朗虛的书《精神分析辭彙》（Vocabulaire de la psychanalyse）；后为了全方位控制翻译、编辑、印刷等事务，遂成立出版社。
2008年，行人出版社將出版焦點放在台灣社會現況。2009年，行人出版社正式更名為行人文化實驗室（Flâneur Culture Lab），由前誠品書店執行副總經理廖美立（陳傳興之妻）擔任執行長，增設「文創及影視部」。2011年，行人文化實驗室與和碩聯合科技董事長童子賢合作成立目宿媒體。2016年，行人文化實驗室出版部改為「內容發展部」。